# Jacek Łukaszewicz
Jacek Łukaszewicz – lekarz weterynarii, specjalista rozrodu zwierząt, absolwent Wydziału Medycyny Weterynaryjnej w Warszawie, od 1 lutego 2012 r. Prezes Krajowej Rady Lekarsko-Weterynaryjnej.
Praca w samorządzie: 
- 1989–1990 członek Krajowej Komisji Solidarności Lekarzy Weterynarii
- od 2004 r. Wiceprzewodniczący Stowarzyszenia Lekarzy-Weterynarii Wolnej Praktyki Województwa Warmińsko-Mazurskiego
- Prezes Rady Izby Warmińsko-Mazurskiej w IV i V kadencji
- członek Krajowej Rady w IV kadencji